# Associazione Calcio Vigevano 1939-1940
Questa pagina raccoglie i dati riguardanti l'Associazione Calcio Vigevano nelle competizioni ufficiali della stagione 1939-1940.

## Stagione
Nella stagione 1939-1940 il Vigevano disputò l'ottavo campionato di Serie B della sua storia, retrocedendo al termine in Serie C.

## Divise
| 1ª divisa |

## Organigramma societario
Area direttiva
- Presidente: Mario Dafarra

Area tecnica
- Allenatore: Mario Zanello, poi Ferenc Hirzer (dal 1º febbraio 1940)

## Rosa
| N. |                   | Ruolo | Calciatore            |
| -- | ----------------- | ----- | --------------------- |
|    | Italia (bandiera) | P     | Gino Gori             |
|    | Italia (bandiera) | P     | Emilio Maggioni       |
|    | Italia (bandiera) | D     | Arnaldo Calzolari     |
|    | Italia (bandiera) | D     | Paolo Canazza Ronzan  |
|    | Italia (bandiera) | D     | Arturo Ceffa          |
|    | Italia (bandiera) | D     | Piero Ferrari Trecate |
|    | Italia (bandiera) | D     | Noemo Grugnetti       |
|    | Italia (bandiera) | D     | Mario Zanello         |
|    | Italia (bandiera) | C     | Oreste Barale         |
|    | Italia (bandiera) | C     | Italo Brugola         |
|    | Italia (bandiera) | C     | Giorgio Buila         |
|    | Italia (bandiera) | C     | Lino Cason            |
|    | Italia (bandiera) | C     | Piero Castello        |

| N. |                   | Ruolo | Calciatore        |
| -- | ----------------- | ----- | ----------------- |
|    | Italia (bandiera) | C     | Mario Cavigliani  |
|    | Italia (bandiera) | C     | Raffaele Corbetta |
|    | Italia (bandiera) | C     | Romeo Melato      |
|    | Italia (bandiera) | C     | Valentino Sala    |
|    | Italia (bandiera) | C     | Eschilo Serra     |
|    | Italia (bandiera) | C     | Ivo Tesi          |
|    | Italia (bandiera) | A     | Emilio Cantarelli |
|    | Italia (bandiera) | A     | Vittorio Coccia   |
|    | Italia (bandiera) | A     | Alessandro Maggi  |
|    | Italia (bandiera) | A     | Emilio Manazza    |
|    | Italia (bandiera) | A     | Guglielmo Negrini |
|    | Italia (bandiera) | A     | Bruno Porcelli    |
|    | Italia (bandiera) | A     | Oberdan Ussello   |

## Risultati

### Serie B

#### Girone di andata
| Arbitro: | Viarengo (Asti) |

|             |           |              |
| Imberti 27’ | Marcatori | 24’ Porcelli |

| Arbitro: | Conticini (Firenze) |

|              |           |                     |
| Porcelli 27’ | Marcatori | 31’ Barbi 57’ Selmi |

| Arbitro: | Barbieri (Genova) |

|                                             |           |  |
| Cappello IV 28’, 52’, 77’ Degli Esposti 75’ | Marcatori |  |

| Arbitro: | Colonna (Bari) |

|             |           |                        |
| Ussello 50’ | Marcatori | 4’ Pacini 73’ Antolini |

| Arbitro: | Tassini (Verona) |

|                    |           |                  |
| Ussello 66’ (rig.) | Marcatori | 70’ (rig.) Violi |

| Arbitro: | Camiolo (Milano) |

|                                                   |           |  |
| Di Benedetti 21’ Azimonti 49’ Coppa 81’ Capra 89’ | Marcatori |  |

| Arbitro: | Zambotto (Padova) |

|                         |           |  |
| Robotti 65’ Cerutti 79’ | Marcatori |  |

| Arbitro: | Dellarole (Vercelli) |

|                         |           |                |
| Porcelli 21’ Barale 84’ | Marcatori | 53’ Bertoni II |

| Arbitro: | Nocentini (Prato) |

|                    |           |                               |
| Liguera 30’ (rig.) | Marcatori | 24’, 43’ Porcelli 55’ Ussello |

| Arbitro: | Curradi (Firenze) |

|             |           |  |
| Ussello 15’ | Marcatori |  |

| Arbitro: | Bonivento (Venezia) |

|                                                       |           |  |
| Gaddoni 32’, 47’, 69’, 81’ Cominelli 44’ Pagliano 77’ | Marcatori |  |

| Arbitro: | Scotto (Savona) |

|                                              |           |                             |
| Porcelli 52’, 69’, 89’ Melato 70’ Coccia 87’ | Marcatori | 78’ (rig.) Cenci 90’ Ruella |

| Arbitro: | Signorile (Bari) |

|                              |           |            |
| Fiorini I 56’, 62’ Rossi 79’ | Marcatori | 20’ Coccia |

| Arbitro: | Mattea (Torino) |

|  |           |              |
|  | Marcatori | 30’ Grazioli |

| Arbitro: | Scotto (Savona) |

|                        |           |             |
| Viani II 46’, 66’, 68’ | Marcatori | 80’ Ussello |

| Arbitro: | Mantovani (Ferrara) |

|                    |           |                         |
| Zanello 12’ (aut.) | Marcatori | 65’ Porcelli 72’ Coccia |

| Arbitro: | Rosso (Casale Monf.) |

|            |           |                                         |
| Coccia 15’ | Marcatori | 37’ Giangolini 57’ Solbiati 88’ Gambini |

#### Girone di ritorno
| Arbitro: | Bogetti (Cuneo) |

|                      |           |             |
| Ussello 8’, 42’, 77’ | Marcatori | 67’ Ruffini |

| Arbitro: | Colonna (Bari) |

|                |           |  |
| Pisani 5’, 12’ | Marcatori |  |

| Arbitro: | Rosso (Casale Monf.) |

|                                              |           |                                    |
| Ussello 47’ Cason 50’ Zanello 65’ Coccia 85’ | Marcatori | 20’ Orzan II 39’ Pavan 40’ Bettini |

| Arbitro: | Di Nanni (Napoli) |

|                             |           |                      |
| Coverlizza 34’ Di Falco 90’ | Marcatori | 51’ Melato 84’ Maggi |

| Arbitro: | Ghetti (Modena) |

|                         |           |             |
| Messina 14’ Bellini 88’ | Marcatori | 25’ Ussello |

| Vigevano 17 marzo 1940 | Vigevano             | 0 – 0 | Lucchese | Campo Sportivo\| Arbitro: \| Ciamberlini (Genova) \| |
| Arbitro:               | Ciamberlini (Genova) |       |          |                                                      |

| Arbitro: | Pizziolo (Firenze) |

|  |           |                        |
|  | Marcatori | 18’ Foglia 22’ Cerutti |

| Arbitro: | Marsciani (Modena) |

|                                            |           |                |
| Mongero 7’ (rig.), 52’ (rig.) Mannocci 44’ | Marcatori | 23’, 74’ Cason |

| Arbitro: | Bellè (Venezia) |

|           |           |               |
| Maggi 75’ | Marcatori | 15’, 60’ Lupi |

| Lodi 21 aprile 1940 | Fanfulla            | 0 – 0 | Vigevano | Stadio Dossenina\| Arbitro: \| Bianchi (La Spezia) \| |
| Arbitro:            | Bianchi (La Spezia) |       |          |                                                       |

| Arbitro: | Soliani (Genova) |

|  |           |             |
|  | Marcatori | 75’ Schiavi |

| Arbitro: | Mazza (Torre del Greco) |

|                                   |           |                            |
| Alberico 72’ Pozzo 80’ Salati 87’ | Marcatori | 35’ Canazza 45’ Cavigliani |

| Arbitro: | Dellarole (Vercelli) |

|                  |           |                 |
| Ussello 12’, 71’ | Marcatori | 27’ Bruscantini |

| Arbitro: | Candela (Genova) |

|                        |           |  |
| Scaramelli 71’ Gei 80’ | Marcatori |  |

| Arbitro: | Ciamberlini (Genova) |

|           |           |                                    |
| Cason 51’ | Marcatori | 19’, 22’, 48’ Pomponi 81’ Viani II |

| Arbitro: | Bogetti (Cuneo) |

|                                                     |           |                          |
| Coccia 9’, 65’, 68’ Maggi 30’ Ussello 64’ Serra 80’ | Marcatori | 20’ Tabanelli 55’ Degano |

| Arbitro: | Gianni (Pisa) |

|                               |           |  |
| Pellegatta 57’, 69’ Gigli 71’ | Marcatori |  |

### Coppa Italia

#### Terzo turno eliminatorio
| Arbitro: | Saracini (Ancona) |

|                                                   |           |  |
| Maran 4’ Romanini 15’ Biagini 48’ De Stefanis 67’ | Marcatori |  |

## Statistiche

### Statistiche di squadra
| Competizione | Punti | In casa | In casa | In casa | In casa | In casa | In casa | In trasferta | In trasferta | In trasferta | In trasferta | In trasferta | In trasferta | Totale | Totale | Totale | Totale | Totale | Totale | DR  |
| Competizione | Punti | G       | V       | N       | P       | Gf      | Gs      | G            | V            | N            | P            | Gf           | Gs           | G      | V      | N      | P      | Gf     | Gs     | DR  |
| ------------ | ----- | ------- | ------- | ------- | ------- | ------- | ------- | ------------ | ------------ | ------------ | ------------ | ------------ | ------------ | ------ | ------ | ------ | ------ | ------ | ------ | --- |
| Serie B      | 23    | 17      | 7       | 2       | 8       | 31      | 26      | 17           | 2            | 3            | 12           | 15           | 44           | 34     | 9      | 5      | 20     | 44     | 70     | -26 |
| Coppa Italia |       | -       | -       | -       | -       | -       | -       | 1            | 0            | 0            | 1            | 0            | 4            | 1      | 0      | 0      | 1      | 0      | 4      | -4  |
| Totale       | -     | 17      | 7       | 2       | 8       | 31      | 26      | 18           | 2            | 3            | 13           | 15           | 48           | 35     | 9      | 5      | 21     | 44     | 74     | -30 |

### Statistiche dei giocatori[3]
| Giocatore          | Serie B  | Serie B | Coppa Italia | Coppa Italia | Totale   | Totale |
| Giocatore          | Presenze | Reti    | Presenze     | Reti         | Presenze | Reti   |
| ------------------ | -------- | ------- | ------------ | ------------ | -------- | ------ |
| O. Barale          | 6        | 1       | 1            | 0            | 7        | 1      |
| I. Brugola         | 2        | 0       | -            | -            | 2        | 0      |
| G. Buila           | 12       | 0       | -            | -            | 12       | 0      |
| A. Calzolari       | 17       | 0       | -            | -            | 17       | 0      |
| P. Canazza         | 26       | 1       | 1            | 0            | 27       | 1      |
| E. Cantarelli      | 3        | 0       | 1            | 0            | 4        | 0      |
| L. Cason           | 27       | 4       | 1            | 0            | 28       | 4      |
| P. Castello        | 15       | 0       | -            | -            | 15       | 0      |
| M. Cavigliani      | 30       | 1       | 1            | 0            | 31       | 1      |
| A. Ceffa           | 1        | 0       | -            | -            | 1        | 0      |
| V. Coccia          | 31       | 8       | -            | -            | 31       | 8      |
| R. Corbetta        | 8        | 0       | -            | -            | 8        | 0      |
| P. Ferrari Trecate | 2        | 0       | -            | -            | 2        | 0      |
| G. Gori            | 29       | -?      | 1            | -4           | 30       | -4+    |
| N. Grugnetti       | 31       | 0       | 1            | 0            | 32       | 0      |
| A. Maggi           | 11       | 3       | -            | -            | 11       | 3      |
| E. Maggioni        | 5        | -?      | -            | -            | 5        | -0+    |
| D. Manazza         | 1        | 0       | -            | -            | 1        | 0      |
| R. Melato          | 17       | 2       | -            | -            | 17       | 2      |
| G. Negrini         | 3        | 0       | -            | -            | 3        | 0      |
| B. Porcelli        | 21       | 9       | 1            | 0            | 22       | 9      |
| V. Sala            | 23       | 0       | 1            | 0            | 24       | 0      |
| E. Serra           | 1        | 1       | -            | -            | 1        | 1      |
| I. Tesi            | 11       | 0       | 1            | 0            | 12       | 0      |
| O. Ussello         | 26       | 13      | 1            | 0            | 27       | 13     |
| M. Zanello         | 17       | 1       | -            | -            | 17       | 1      |